# Família de Enzai
A família de Enzai (em armênio: Ընձայացի; romaniz.: Ēnjaycʼi)[a] era uma família nobre (nacarar) da Armênia, mencionada apenas no século V. Controlavam o distrito de Anzacazória, com sede no castelo de Cotor, em Vaspuracânia. um apanágio do mardepetes do Principado de Mardepetacânia. Isso, segundo Cyril Toumanoff, fazia-os um ramo cadete da casa de Mardepetacânia. Aparecem na insurreição de 450-451 sob Arsênio. A Lista de Trono (Գահնամակ, gahnamak) os menciona em 46.ª posição entre as casas nobres. Não são citados na Lista Militar (Զորնամակ, Zōrnamak), o documento que indica a quantidade de cavaleiros que cada uma das famílias nobres devia ceder ao exército real em caso de convocação, mas foi sugerido que podiam arregimentar 100 cavaleiros.